# Трактор, љубав и рокенрол
Трактор, љубав и рокенрол је словеначка романтична комедија-драма из 2011. године, снимљена према роману Ванкоштанц Ферија Лаиншчека.

## Радња
Захваљујући року, Бреза успева да запне за око гостионичарки Силвији, ћерки богатог емигранта у Швајцарској, који ју је послао у родни град да нађе здравог мужа. Силвија је љубавница богатог фармера Ђиркоса, који је ожењен, па се од њега разводи. Бреза се труди да остави добар утисак на Силвију и често упада у невоље. На крају скупља храброст да запроси Силвију, што је у почетку изазива збуњеност, али онда она само одлучује да се уда. Убрзо након тога Силвија сазнаје да је трудна са Ђиркосом, али Брези не говори.
Силвија на свадбу позива и оца, који стиже из Швајцарске и младенцима купује трактор, што изазива велику пажњу мештана. Ђиркос не може да преболи одбијеницу, па на све начине покушава да убеди Силвију да му се врати и повремено је физички нападне, али је спасава Диплин, глувонеми насилник који се настанио у Брези.
Пошто Бреза има трактор, Ђиркош га ангажује да пожање своју њиву. Бреза схвата да нема више уља за трактор, па продаје свињу вођи циганске групе. Његова мајка то види и откупљује свињу у замену за Брезину гитару и ципеле, на шта он замера. Једног дана Бреза шаље Диплина у Ђиркош са трактором, али делом случајно, делом због беса на Ђиркоша, он трактором прегази Ђиркоша, а Ђиркос је смртно рањен. Бирзу због тога одводи полиција, а успут угледа циганску групу како свира рокенрол уз помоћ његове гитаре.

## Продукција
Продуценти су били АТА продукције (Јанез Јаух), Густав филм и Орангел. Копродуценти су били Јадран филм, РТВ Словенија и Рифреш продукција. Пројекат, процењен на 1.254.670 евра, финансијски је уништио Филмски фонд Републике Словеније. 
Снимање је почело 21. септембра 2005. године. Дистрибуција је планирана за јесен 2006. 

## Компликације
Инфо филм (Милан Љубич) закључио је трипартитни уговор са Атом и Филмским фондом за производњу оптичког тона филма, транскрипцију са магнетног на оптички тон. Љубич је копију са магнетним тоном послао у Беч. Према договору са тадашњим вршиоцем дужности директора фонда, Љубич је копију са оптичким снимком звука предао продуценту Јауху, како би га овај послао у загребачку лабораторију Јадран филм. Инфо фонд није исплатио филм за обављени посао. У новом руководству фонда су за Инфо филм рекли да би поменуту звучну копију прво требало предати фонду, али не и продуценту, па су одбили да плате. Љубич је сматрао да фонд није платио наручено и да је стога ова звучна копија његова. У Јадран филму је зауставио развој копије. 
Компанија АТА доо добила је новац из филмског фонда, али он није стигао до креатора, а ни филм није завршен. 
Филм није приказан на Фестивалу словеначког филма 2006. јер није завршен. Годину дана касније, због судског поступка који је покренуо Бранко Ђурић, скоро никада више неће бити емитован. Ђурић је преко суда успео да АТА банкротира, а аутори су добили хонораре, уз помоћ Министарства БиХ. Играчи нису добили никакав новац. 
Ревизорски суд Републике Словеније утврдио је да је почетна уговорна вредност филма била 417.293, а коначна вредност са осам анекса 550.085 евра. Утврђена је неправилност у износу од 132.793 евра. 

## Одговор критичара и гледалаца

### Критичари
Марцел Штефанчич мл. (Младина) је филму дала оцену "против". Замерио ју је због застарелог изгледа и назвао је народном представом са певањем и игром, која нема довољно хумора ни за један скеч. Са Ђурићем је желео више од шашаве фризуре и акцента. 
Зденко Врдловец (Дневник) је адаптацију романа назвао грешком. Према његовим речима, сеоски рокер 60-их година не може бити комичан лик. Филм га није насмејао јер је колебао између клишеираних ситуационих „акробација“ и реконструкције неких руралних стереотипа. 

### Посета биоскопу
Видело га је 47.321 особа. 

## Глумци
- Тања Рибич : Силвија
- Бранко Ђурић : Бреза
- Владо Креслин : парох
- Јернеј Кунтнер : Гјиркос
- Наташа Матјашец : Нада
- Владо Новак : Силвијин отац
- Зала Ђурић Рибич: Ема
- Кићо Слабинац: шеф банде
- Семка Соколовић Берток: тетка
- Јака Фон: Дуплин

## Тим
- фото: Свен Пепеоник
- музика: Недим Бабовић
- наступ: група Ланга
- монтажа: Миран Миошић
- сценографија: Урша Лобода
- костимографија: Алан Хранитељ
- маска: Соња Мургељ
- звук: Борут Берден

## Награде
- Фестивал словеначког филма 2007: Весна за сценографију
- 2012: Златна рола за натпросечан број гледалаца (забавни центри Колосеј и Друштва словеначких филмских стваралаца)